# 水上長次郎

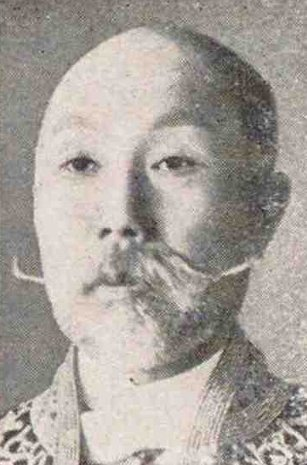
水上長次郎

水上 長次郎（みずかみ ちょうじろう、1858年2月10日（安政4年12月27日）- 1936年（昭和11年）4月3日）は、日本の判事、検事、貴族院勅選議員。

## 経歴
近江国彦根出身。1884年（明治17年）、司法省法学校を卒業。徳島始審裁判所・大阪始審裁判所・大阪控訴院で判事を務め、京都地方裁判所部長・福井地方裁判所所長・岐阜地方裁判所所長を歴任した。1898年（明治31年）、大阪地方裁判所検事正となり、広島控訴院検事長・長崎控訴院検事長・大阪控訴院検事長を歴任した。その間、日露戦争の際には佐世保で捕獲審検所検察官を務めた。1913年（大正2年）、名古屋控訴院長に就任し、のち大阪控訴院長に転じた。1921年（大正10年）6月14日、貴族院議員に勅選され、交友倶楽部に所属して死去するまで在任した。
大阪で勤務していた1889年（明治22年）には関西法律学校（現在の関西大学）の講師となり、校長代理も務めた。また名古屋で勤務していた1916年（大正5年）には中京法律専門学校の校長を務めた。

## 栄典
位階
- 1896年（明治29年）7月30日 - 正六位[9]
- 1900年（明治33年）11月10日 - 正五位[10]
- 1916年（大正5年）2月21日 - 従三位[11]

勲章等
- 1906年（明治39年）4月1日 - 勲三等旭日中綬章[12]
- 1915年（大正4年）11月10日 - 大礼記念章（大正）[13]